# Pionirska proga
Pionirska proga je bila ozkotirna (tirna širina: 760mm) otroška železniška proga, ki je med letoma 1948 in 1954 povezovala ljubljanske predele Rožna dolina, Koseze in Podutik.

## Zgodovina
Po vzoru otroških železnic, ki so se v 30. letih pojavile v nekdanji Sovjetski zvezi in zatem po ostalih vzhodnoevropskih državah, so se leta 1948 tudi v Sloveniji udarniško lotili gradnje pionirske železnice v Ljubljani. Gradnja se je pričela 10. marca, po treh mesecih, 10. junija, so opravili preizkusno vožnjo, v nedeljo 13. marca pa so progo med Rožno dolino in Podutikom slovesno odprli. Na progi so bile tri postaje, poleg obeh končnih še vmesna v Kosezah, ki so jih poimenovali po pomembnih prizoriščih iz NOB. Vsa dela (prodajalci vozovnic, sprevodniki, strojevodje, kretničarji, postajni načelniki itd.) so opravljali pionirji, ki so poprej morali opraviti ustrezna usposabljanja.
Po začetnem velikem zanimanju (leta 1948 so prodali 49830 in leta 1949 46240 vozovnic) se je število potnikov začelo naglo zmanjševati in obratovanje železnice ni bilo več rentabilno, zato s prihodki proge ni bilo več mogoče vzdrževati. Leta 1952 so upravljanje proge prenesli na ljubljansko občino, kjer so naslednje leto sklenili, da jo bodo opustili. Zadnji vlak je zapeljal marca 1954, takoj zatem pa so tire razstavili.
Po koncu vojne je bila v načrtu prve petletke tudi izgradnja podobne pionirske železnice v Mariboru, ob levem bregu Drave, vendar tirnic niso nikoli položili.

## Trasa
Proga se je začela/končala v Rožni dolini, kjer je stala zidana postaja »TV-15« s pokritim peronom. Trasa je nato potekala vzdolž Večne poti. V Kosezah, blizu križišča Večne poti in Koseške ceste, je stala vmesna postaja »Jelenov Žleb«, ravno tako zidana in s pokritim peronom. Trasa se je nato nadaljevala ob južni obali Koseškega bajerja se obrnila proti severu in stekla čez Koseze in se nato postopoma obrnila proti zahodu. Končala se je z leseno postajo »Trnovski gozd« ob Podutiški cesti, na lokaciji poznejše šole za policijske pse, ki se je leta 2008 morala umakniti avtocestnemu odseku Šentvid - Koseze.
Celotna dolžina trase je bila 3819 metrov, najvišja hitrost je bila omejena na 25km/h, celotno potovanje v eno smer vključno z enominutnim postankom na »Jelenovem Žlebu« je trajalo 24 minut.

## Vozni park
Sprva so za potrebe pionirske železnice iz Bosne pripeljali močno poškodovano lokomotivo neznanega porekla. Ker je ni bilo več moč obnoviti, so pripeljali in nekoliko predelali parno lokomotivo JDŽ 178-003, ki jo je leta 1895 pod št. 3155 izdelala tovarna Krauss iz Linza, in je pred tem ravno tako obratovala v Bosni. Vozni park je sestavljalo pet štiriosnih vagonov Cas in en štiriosni poštni vagon DFa. V vagonih je bilo skupno 232 sedežev 3. razreda. Po ukinitvi proge so jih preselili na progo med Poljčanami in Zrečami.

## Ostanki
Še danes je zelo dobro ohranjena trasa (z ohranjenimi nasipi, prepusti, nekaj kilometrskimi kamni itd.) med Rožno dolino in Kosezami, kjer je bila na trasi zgrajena kolesarska steza vzdolž Večne poti. Četudi sčasoma že močno spremenjeno, se je dolgo ohranilo poslopje nekdanje postaje »TV-15« s kurilnico, dokler ju niso leta 2007 porušili. Še ohranjeno, vendar tudi že precej spremenjeno je tudi poslopje postaje »Jelenov Žleb« na Koseški cesti 30. Med Kosezami in Podutikom praktično ni več ostankov.